# Hong Kong Open 2016 - Qualificazioni singolare
Le qualificazioni del singolare femminile dell'Hong Kong Open 2016 sono state un torneo di tennis preliminare per accedere alla fase finale della manifestazione. Le vincitrici dell'ultimo turno sono entrate di diritto nel tabellone principale. In caso di ritiro di una o più giocatrici aventi diritto a queste sono subentrati le lucky loser, ossia le giocatrici che hanno perso nell'ultimo turno ma che avevano una classifica più alta rispetto alle altre partecipanti che avevano comunque perso nel turno finale.

## Teste di serie
1. Marina Eraković (qualificata)
2. Aleksandra Krunić (qualificata)
3. Zhu Lin (qualificata)
4. Luksika Kumkhum (qualificata)
5. Tereza Martincová (qualificata)
6. Dalila Jakupovič (qualificata)

1. Tara Moore (ultimo turno)
2. Anastasija Pivovarova (ultimo turno)
3. Nadia Podoroska (ultimo turno)
4. Shūko Aoyama (primo turno)
5. Liu Chang (primo turno)
6. Polina Leykina (ultimo turno)

## Qualificate
1. Marina Eraković
2. Aleksandra Krunić
3. Zhu Lin

1. Luksika Kumkhum
2. Tereza Martincová
3. Dalila Jakupovič

## Tabellone

### Legenda
| - Q = Qualificato - WC = Wild card - LL = Lucky loser | - ALT = Alternate - SE = Special Exempt - PR = Protected Ranking | - w/o = Walkover - r = Ritirato - d = Squalificato |

### Sezione 1
|  | Primo turno | Primo turno        | Primo turno        | Primo turno | Primo turno |  |  | Ultimo turno | Ultimo turno    | Ultimo turno    | Ultimo turno | Ultimo turno |  |
|  |             |                    |                    |             |             |  |  |              |                 |                 |              |              |  |
|  | 1           | Marina Eraković    | Marina Eraković    | 7           | 6           |  |  |              |                 |                 |              |              |  |
|  |             | Peangtarn Plipuech | Peangtarn Plipuech | 6           | 1           |  |  | 1            | Marina Eraković | Marina Eraković | 6            | 6            |  |
|  |             | Ankita Raina       | 65                 | 6           | 6           |  |  |              | Ankita Raina    | Ankita Raina    | 0            | 1            |  |
|  | 11          | Liu Chang          | 7                  | 4           | 3           |  |  |              |                 |                 |              |              |  |

### Sezione 2
|  | Primo turno | Primo turno       | Primo turno | Primo turno | Primo turno |  |  | Ultimo turno | Ultimo turno      | Ultimo turno      | Ultimo turno | Ultimo turno |  |
|  |             |                   |             |             |             |  |  |              |                   |                   |              |              |  |
|  | 2           | Aleksandra Krunić | 6           | 3           |             |  |  |              |                   |                   |              |              |  |
|  |             | Ljudmyla Kičenok  | 1           | 1           | r           |  |  | 2            | Aleksandra Krunić | Aleksandra Krunić | 6            | 6            |  |
|  |             | Lu Jiajing        | 3           | 6           | 65          |  |  | 7            | Tara Moore        | Tara Moore        | 2            | 1            |  |
|  | 7           | Tara Moore        | 6           | 3           | 7           |  |  |              |                   |                   |              |              |  |

### Sezione 3
|  | Primo turno | Primo turno          | Primo turno          | Primo turno | Primo turno |  |  | Ultimo turno | Ultimo turno   | Ultimo turno   | Ultimo turno | Ultimo turno |  |
|  |             |                      |                      |             |             |  |  |              |                |                |              |              |  |
|  | 3           | Zhu Lin              | Zhu Lin              | 6           | 6           |  |  |              |                |                |              |              |  |
|  | WC          | Hei-ching Claudia Ng | Hei-ching Claudia Ng | 0           | 3           |  |  | 3            | Zhu Lin        | Zhu Lin        | 6            | 6            |  |
|  | WC          | Hong-yi Cody Wong    | Hong-yi Cody Wong    | 3           | 2           |  |  | 12           | Polina Leykina | Polina Leykina | 2            | 3            |  |
|  | 12          | Polina Leykina       | Polina Leykina       | 6           | 6           |  |  |              |                |                |              |              |  |

### Sezione 4
|  | Primo turno | Primo turno            | Primo turno            | Primo turno | Primo turno |  |  | Ultimo turno | Ultimo turno          | Ultimo turno          | Ultimo turno | Ultimo turno |  |
|  |             |                        |                        |             |             |  |  |              |                       |                       |              |              |  |
|  | 4           | Luksika Kumkhum        | Luksika Kumkhum        | 6           | 6           |  |  |              |                       |                       |              |              |  |
|  |             | Zhang Yuxuan           | Zhang Yuxuan           | 3           | 3           |  |  | 4            | Luksika Kumkhum       | Luksika Kumkhum       | 6            | 6            |  |
|  |             | Nicha Lertpitaksinchai | Nicha Lertpitaksinchai | 1           | 1           |  |  | 8            | Anastasija Pivovarova | Anastasija Pivovarova | 0            | 3            |  |
|  | 8           | Anastasija Pivovarova  | Anastasija Pivovarova  | 6           | 6           |  |  |              |                       |                       |              |              |  |

### Sezione 5
|  | Primo turno | Primo turno            | Primo turno            | Primo turno | Primo turno |  |  | Ultimo turno | Ultimo turno      | Ultimo turno      | Ultimo turno | Ultimo turno |  |
|  |             |                        |                        |             |             |  |  |              |                   |                   |              |              |  |
|  | 5           | Tereza Martincová      | Tereza Martincová      | 6           | 6           |  |  |              |                   |                   |              |              |  |
|  |             | Aleksandrina Najdenova | Aleksandrina Najdenova | 2           | 0           |  |  | 5            | Tereza Martincová | Tereza Martincová | 6            | 6            |  |
|  | WC          | Eudice Chong           | 4                      | 6           | 6           |  |  | WC           | Eudice Chong      | Eudice Chong      | 0            | 3            |  |
|  | 10          | Shūko Aoyama           | 6                      | 4           | 1           |  |  |              |                   |                   |              |              |  |

### Sezione 6
|  | Primo turno | Primo turno      | Primo turno      | Primo turno | Primo turno |  |  | Ultimo turno | Ultimo turno     | Ultimo turno     | Ultimo turno | Ultimo turno |  |
|  |             |                  |                  |             |             |  |  |              |                  |                  |              |              |  |
|  | 6           | Dalila Jakupovič | Dalila Jakupovič | 6           | 6           |  |  |              |                  |                  |              |              |  |
|  | WC          | Katherine Ip     | Katherine Ip     | 3           | 1           |  |  | 6            | Dalila Jakupovič | Dalila Jakupovič | 6            | 6            |  |
|  |             | Yang Zhaoxuan    | Yang Zhaoxuan    | 3           | 63          |  |  | 9            | Nadia Podoroska  | Nadia Podoroska  | 1            | 2            |  |
|  | 9           | Nadia Podoroska  | Nadia Podoroska  | 6           | 7           |  |  |              |                  |                  |              |              |  |